# Cristian Popescu Piedone
Cristian Victor Piedone Popescu (n. 15 februarie 1963, București⁠(d), București, România) este un om de afaceri, om politic și de administrație român. A fost primar al sectorului 5 din București, și președinte al Autorității Naționale pentru Protecția Consumatorilor (ANPC), din 7 februarie până în 23 iulie 2025.

## Educație și formare
Piedone s-a născut în București, dar a copilărit în Cairo, deoarece părinții lui lucrau la Ambasada României de acolo. S-a întors în România la 7 ani, pentru a începe studiile. A învățat la liceul „George Coșbuc” din București și a terminat clasa a IX-a în 1980; a părăsit studiile când era în clasa a X-a (după clasa a opta conform altei surse). Piedone a revenit la liceu câțiva ani mai târziu, terminând în 1996 clasa a XI-a la liceul „Dimitrie Bolintineanu” și clasa a XII-a la Grup Școlar Industrial „Dimitrie Gusti”, în anul următor.
Din 1998 a studiat științe economice la Universitatea „Petroșani” și a obținut diploma de licență în 2002.

## Activitate politică
Marian Vanghelie a declarat că, înainte de 1989, Piedone a fost directorul Casei de Comenzi, care livra mâncarea pentru nomenklatura comunistă și ofițeri ai Securității. Acesta a fost arestat de miliție pentru furt, dar a fost eliberat, la intervenția tatălui său.
Către sfârșitul anului 1989 Piedone era șef de restaurant și de complex hotelier pe litoral. În 1990, s-a apucat de comerț în București, unde și-a deschis și Restaurantul Ciocârlia, pe cheiul Dâmboviței. În 1992 era gestionar la CENTROCOOP, unde a lucrat și înainte de 1989, fiind șeful depozitului pe țară.
A intrat în 1993 în Partidul Solidarității Sociale, condus de Miron Mitrea, care a fost absorbit de PSD în 1994. Atunci a intrat și el în PSD (pe atunci PDSR), fiind inspirat de tinerii pesediști, care făceau petreceri la el în restaurant. În 2000-2004, a fost consilier general și inspector la Primăria Sectorului 6. În 2001 a plecat din PSD și s-a înscris în Alianța pentru România. A trecut apoi pe la PNȚCD și Blocul Național Democrat (o alianță ce includea Partidul România Mare), apoi s-a înscris în Partidul Conservator (PC).
În toamna anului 2024, Piedone s-a reînscris în PSD, candidând din partea social-democraților pentru un loc de senator în Giurgiu. Președintele Consiliului Național al PSD, Mihai Tudose, a declarat că Piedone „aduce plus-valoare partidului”.
La 22 ianuarie 2025, Piedone și-a dat demisia din PSD, pentru a deveni președintele filialei bucureștene a PUSL.

### Primar în București
A fost primar al Sectorului 4 din București, de la alegerile locale din 2008 până la demisia lui din 4 noiembrie 2015, cauzată de incendiul din clubul Colectiv. Politicianul a fost acuzat că nu și-a îndeplinit promisiunile din perioada electorală, precum reabilitarea tuturor blocurilor și parcări supraetajate de 10.000 de locuri.
Pe 3 noiembrie 2011 a anunțat în cadrul conferinței UNPR București că părăsește PC, iar pe 30 martie 2012 a anunțat că va candida pentru USL, după câteva luni în care a stat la UNPR.

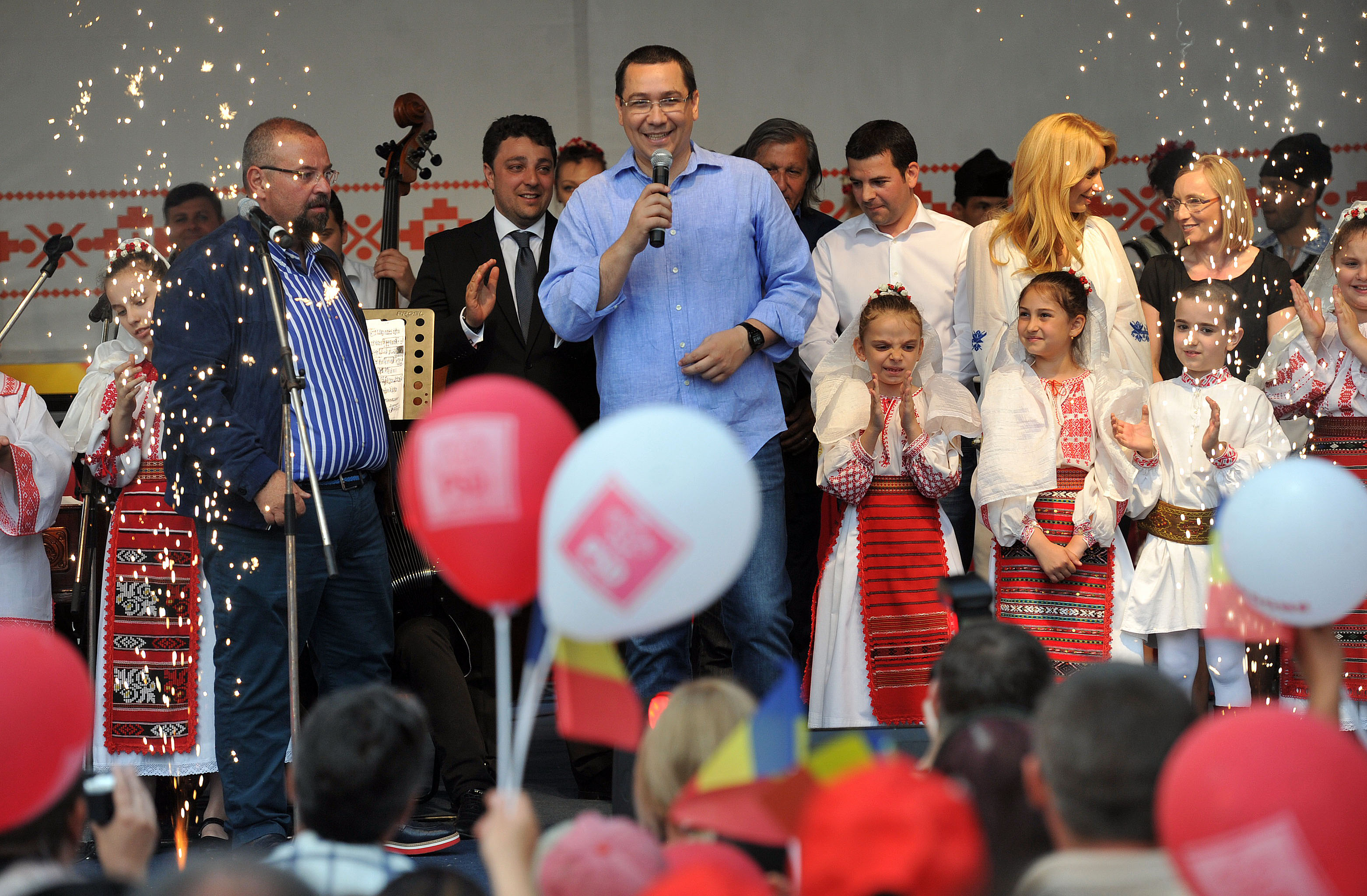
Piedone (stânga) în 2014, la un miting electoral al lui Victor Ponta (în mijloc)

Ulterior, a fost primar al Sectorului 5, de la alegerile locale din anul 2020 până la condamnarea sa din 12 mai 2022 și executarea acestei condamnări definitive și irevocabile.
În 2021, pe atunci primar al Sectorului 5, Piedone a dat mai mulți bani bisericilor decât au dat primăriile Sectoarelor 2, 3, 4 și 6 la un loc.
La 12 mai 2022 a fost condamnat definitiv la 4 ani de închisoare pentru săvârșirea infracțiunii de abuz în serviciu la primăria Sectorului 4 în legătură cu eliberarea autorizațiilor de funcționare pentru clubul Colectiv. Un an și o lună mai târziu, la 21 iunie 2023, a fost eliberat din închisoare, iar șase zile mai târziu a fost repus în funcția de primar al Sectorului 5. În ziua următoare, și-a atribuit o indemnizație lunară de 20.700 de lei și o majorare de 50% a indemnizației lunare de bază.
În cadrul unui interviu din 2023, Piedone a negat o posibilă candidatură la Primăria Generală a Capitalei. Însă la 17 martie 2024, Piedone și-a anunțat oficial candidatura, din partea PUSL, partidul lui Dan Voiculescu. De asemenea, Piedone și-a nominalizat fiul, Vlad Popescu, drept candidat la Primăria Sectorului 5.

### Acuzații de nepotism și conflicte de interese
Piedone a fost acuzat în repetate rânduri de nepotism în cadrul instituțiilor statului. Fiica lui, Ana, este consilieră la Sectorul 4, unde el fusese primar. Fiul său, Vlad Popescu, a fost partener de afaceri cu primăria, iar din 2024 este primar al Sectorului 5, preluând fotoliul tatălui. Șerban Andrei, ginerele lui Piedone, este consilier local al Sectorului 5. La 28 februarie 2024, Agenția Națională de Integritate a anunțat că Cristian Popescu Piedone este în conflict de interese, pentru că și-a angajat ginerele într-o comisie pentru vânzarea spațiilor comerciale subordonată Primăriei Sector 5, în rezultat beneficiind de peste 100.000 lei.
Iulian Cârlogea, nepotul lui Piedone, este administrator public al Primăriei Sectorului 5, unde partenera acestuia, Veronica, este șefă de serviciu. Mama Veronicăi este deținătoarea unei firme care are contracte cu Primăria Sectorului 5. Fratele și fiul acesteia sunt angajați tot în cadrul primăriei. O altă nepoată de-a lui Piedone, Alexandra Felicia, este, de asemenea, angajată la Primăria Sectorului 5, iar soțul acesteia este deținătorul unei firme care are contracte cu statul în valoare de 6 milioane de euro. Liviu Cârlogea, un alt nepot, este director executiv al Poliției Locale Sector 5, iar fosta soție a acestuia este, de asemenea, directoare la Primăria Sectorului 5. Alt nepot, George Cârlogea, deține post de consilier în cadrul Primăriei Sectorului 5, iar soția acestuia este consilieră în cadrul Primăriei Sectorului 4.

### Demiterea de la ANPC
Pe data de 23 iulie 2025, Cristian Popescu Piedone a fost demis din funcția de președinte al Autorității Naționale pentru Protecția Consumatorilor (ANPC) de către prim-ministrul Ilie Bolojan. Decizia a survenit pe fondul deschiderii unei anchete de corupție de către DNA, Piedone fiind acuzat de abuz în serviciu și luare de mită, într-un caz în care a anunțat în avans patronii unui restaurant de un control derulat de instituția lui.
În urma demiterii, interimatul la conducerea ANPC a fost preluat de un vicepreședinte până la organizarea unui nou concurs.

## Vezi și
- Lista primarilor sectoarelor bucureștene după 1989